# Lliga bosniana de bàsquet
La lliga bosniana de bàsquet és la principal competició de basquetbol disputada a Bòsnia i Hercegovina.
Diferents competicions per zones geogràfiques va començar a disputar-se a Bòsnia i Hercegovina des de la temporada 1993-94, una vegada que els clubs bosnians abandonessin la Lliga iugoslava de bàsquet, i després de la Guerra de Bòsnia. Des de l'any 1998 i fins a 2002 es van organitzar playoffs finals amb la participació dels millors equips dels tres campionats per triar un campió nacional. Des de la temporada 2003-04 s'organitza la Lliga Nacional amb la participació d'equips de totes les regions de Bòsnia i Hercegovina.

## Lligues regionals
| Temporada | Lliga de Bòsnia i Hercegovina | Lliga d'Herceg-Bòsnia | Lliga de la República Srpska |
| --------- | ----------------------------- | --------------------- | ---------------------------- |
| 1993-94   | KK Sloboda Tuzla              | HKK Čapljina          | KK Borac Banja Luka          |
| 1994-95   | KK Zenica                     | HKK Brotnjo Čitluk    | KK Borac Banja Luka          |
| 1995-96   | KK Sloboda Tuzla              | HKK Brotnjo Čitluk    | KK Borac Banja Luka          |
| 1996-97   | KK Sloboda Tuzla              | HKK Brotnjo Čitluk    | KK Borac Banja Luka          |
| 1997-98   | KK Bosna Sarajevo             | HKK Široki            | KK Borac Banja Luka          |
| 1998-99   | KK Sloboda Tuzla              | HKK Brotnjo Čitluk    | KK Borac Banja Luka          |
| 1999-00   | KK Sloboda Tuzla              | HKK Brotnjo Čitluk    | KK Igokea                    |
| 2000-01   | KK Sloboda Tuzla              | HKK Brotnjo Čitluk    | KK Igokea                    |
| 2001-02   | KK Sloboda Tuzla              | HKK Široki            | KK Borac Banja Luka          |

## Lliga Nacional
| Any     | Guanyador           | Subcampió           |
| ------- | ------------------- | ------------------- |
| 1997-98 | HKK Široki          | KK Bosna Sarajevo   |
| 1998-99 | KK Bosna Sarajevo   | KK Sloboda Tuzla    |
| 1999-00 | KK Borac Banja Luka | KK Sloboda Tuzla    |
| 2000-01 | KK Igokea           | HKK Široki          |
| 2001-02 | HKK Široki          | KK Sloboda Tuzla    |
| 2002-03 | HKK Široki          | KK Borac Banja Luka |
| 2003-04 | HKK Široki          | KK Bosna Sarajevo   |
| 2004-05 | KK Bosna Sarajevo   | HKK Široki          |
| 2005-06 | KK Bosna Sarajevo   | HKK Široki          |
| 2006-07 | HKK Široki          | KK Bosna Sarajevo   |
| 2007-08 | KK Bosna Sarajevo   | KK Igokea           |
| 2008-09 | HKK Široki          | KK Bosna Sarajevo   |
| 2009-10 | HKK Široki          | KK Igokea           |
| 2010-11 | HKK Široki          | KK Igokea           |
| 2011-12 | HKK Široki          | KK Igokea           |
| 2012-13 | KK Igokea           | HKK Široki          |
| 2013-14 | KK Igokea           | HKK Široki          |
| 2014-15 | KK Igokea           | HKK Široki          |
| 2015-16 | KK Igokea           | HKK Kakanj          |
| 2016-17 | KK Igokea           | KK Bosna Sarajevo   |
| 2017-18 | HKK Zrinjski Mostar | KK Igokea           |
| 2018-19 | HKK Široki          | OKK Spars Sarajevo  |
| 2019-20 | KK Igokea           | HKK Široki          |

## Palmarès
| Club                | Guanyador | Finalista |
| ------------------- | --------- | --------- |
| HKK Široki          | 10        | 7         |
| KK Igokea           | 7         | 4         |
| KK Bosna Sarajevo   | 4         | 5         |
| KK Borac Banja Luka | 1         | 1         |
| HKK Zrinjski Mostar | 1         | 0         |
| KK Sloboda Tuzla    | 0         | 3         |
| KK Kakanj           | 0         | 1         |
| OKK Spars Sarajevo  | 0         | 1         |